# Filippinjuveltrast
Filippinjuveltrast (Erythropitta erythrogaster) är en fågel i familjen juveltrastar inom ordningen tättingar.

## Utbredning  och systematik
Filippinjuveltrast förekommer endast på Filippinerna och delas här in i fyra underarter med följande utbredning:
- E. e. erythrogaster – Filippinerna utom Palawan
- E. e. propinqua – sydvästra Filippinerna på öarna Palawan och Balabac
- E. e. yairocho – Suluöarna
- E. e. inspeculata – Talaudöarna

Sedan 2016 urskiljer Birdlife International inspeculata som den egna arten "talaudjuveltrast". De inkluderar även propinqua och yairocho i nominatformen.
Tidigare inkluderades en mängd taxa i Indonesien, på Nya Guinea och Australien med kringliggande öar i arten Erythropitta erythrogaster, som då bar namnet rödbukig juveltrast. Dessa urskiljs numera vanligtvis som egna arter, dock olika antal beroende på auktoritet. Nedanstående lista följer International Ornithological Congress:
- Sulajuveltrast (Erythropitta dohertyi)
- Sulawesijuveltrast (Erythropitta celebensis)
  - "Siaujuveltrast" (Erythropitta [c.] palliceps) – urskiljs som egen art av BirdLife International
  - "Sangihejuveltrast" (Erythropitta [c.] caeruleitorques) – urskiljs som egen art av BirdLife International
- Sultanjuveltrast (Erythropitta rufiventris)
- Burujuveltrast (Erythropitta rubrinucha)
- Papuajuveltrast (Erythropitta macklotii)
- Bismarckjuveltrast (Erythropitta novaehibernicae)
  - "Newbritainjuveltrast" (Erythropitta [n.] gazellae) – urskiljs som egen art av BirdLife International
  - "Tabarjuveltrast" (Erythropitta [n.] splendida) – urskiljs som egen art av BirdLife International
- Rosseljuveltrast (Erythropitta meeki)

## Status
IUCN hotkategoriserar inspeculata som sårbar och övriga underarter tillsammans som livskraftig.

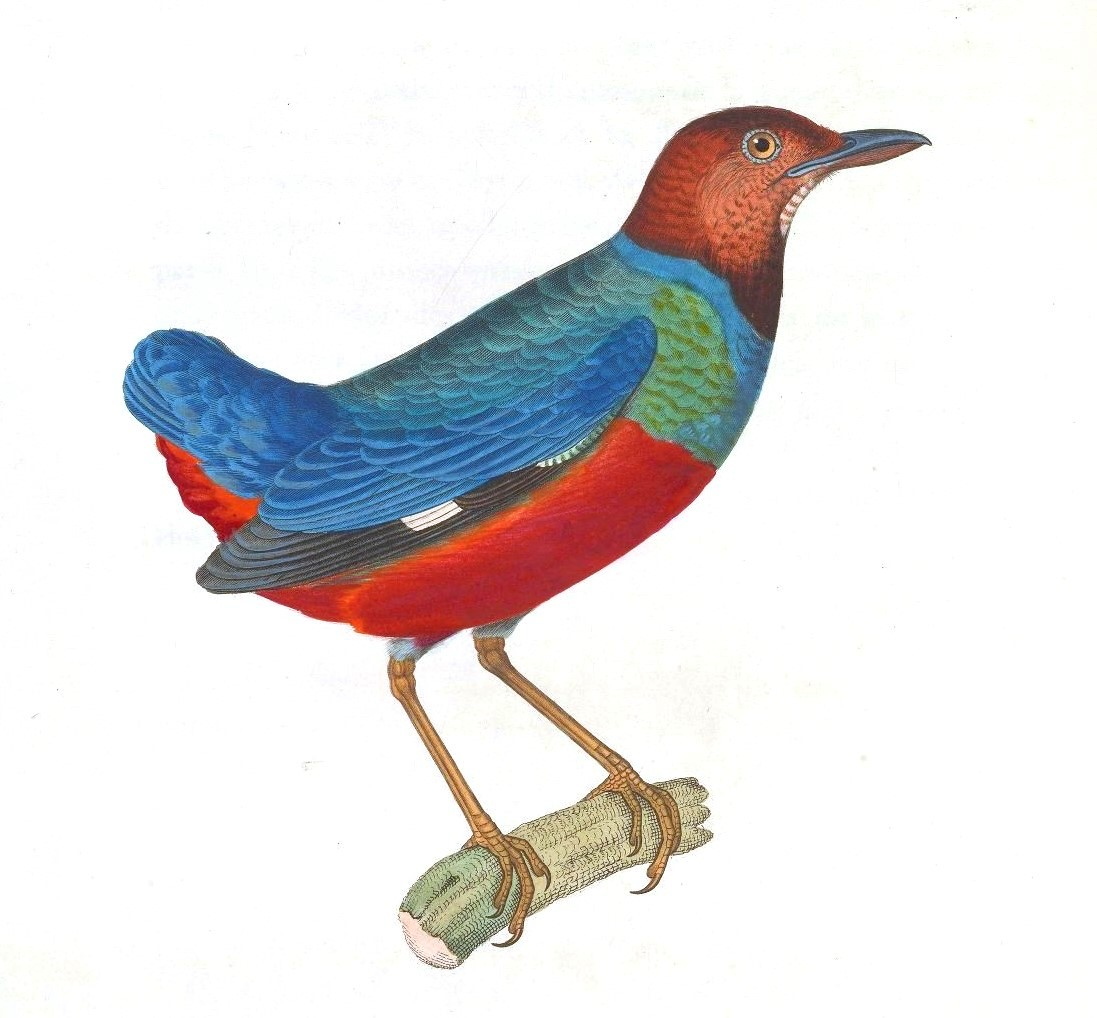